# ماكارسكا
ماكارسكا هي مدينة من مدن كرواتيا. يبلغ عدد سكانها 13,834 نسمة وذلك حسب إحصائيات سنة 2011. يبلغ ارتفاع المدينة عن سطح البحر قرابة 0 متر. تبلغ مساحتها 28 كم².

## أعلام
- ستيب دروز
- توني كاتيش
- يوري لاليتش
- ألين بوكشيتش
- ليوبولد نوفاك